# Eriosoma
Eriosoma is een geslacht van luizen uit de familie van de bladluizen (Aphididae).

## Soort
- Eriosoma alabastrum
- Eriosoma americanum (C.V.Riley, 1879)
- Eriosoma anncharlotteae Danielsson, 1979
- Eriosoma flavum Jancke, 1930
- Eriosoma grossulariae (Schüle, 1887)
- Eriosoma lanigerum Hausmann, 1802 (Appelbloedluis)
- Eriosoma lanuginosum (Hartig, 1839) (Perenbloedluis)
- Eriosoma patchiae (Börner & Blunck, 1916)
- Eriosoma pyricola (A.C.Baker & Davidson, 1916)
- Eriosoma sorbiradicis Danielsson, 1979
- Eriosoma ulmi (L., 1879)